# Średnia Chisinego
Średnia Chisinego – charakteryzacja pewnej rodziny średnich, w tym arytmetycznej, harmonicznej, geometrycznej, uogólnionej, Herona i kwadratowej. Ściślej, średnią Chisinego związaną z {\displaystyle n}-argumentową funkcją {\displaystyle f} z elementów {\displaystyle x_{1},\dots ,x_{n},} nazywamy takie {\displaystyle M,} że
{\displaystyle f(x_{1},x_{2},\dots ,x_{n})=f(M,M,\dots ,M).}
Funkcja {\displaystyle f} musi być tak dobrana, aby M było wyznaczone jednoznacznie.